# Phantom Pain
「Phantom Pain」（ファントム ペイン）は、2014年9月3日にリリースされたT.M.Revolutionの27枚目のシングル。発売元はエピックレコード。

## 概要
本人出演の池田模範堂「デリケアエムズ」CMソングに使用され、累計売上は1.6万枚（オリコン調べ）を記録した。
2005年にリリースされた「vestige -ヴェスティージ-」以来、9年ぶりのバラードシングル。
オリコン週間シングルチャートでは初登場12位を記録。1997年の「LEVEL 4」以来、17年ぶりにトップ10入りを逃した。これにより5枚目の「HIGH PRESSURE」より継続していたシングル連続トップ10入り獲得数は22作で途切れた。
カップリングには「臍淑女 -ヴィーナス-」「Count ZERO」のライブアレンジバージョンが収録。

## CMバージョン
CMバージョンも井上秋緒、浅倉大介による書き下ろしだが本作と歌詞が異なる。
当初のCMの企画は、過去にリリースされた楽曲を使用したコミカルな内容だったものの、「元になる曲があって、そこに時を経て違う歌詞を乗せるっていうのはありがちかな」と思った西川の提案で、当初の企画をコミカルな内容からバラードへ変更し、本作を元にしたオリジナル曲が制作された。「リリックだけそれ（CM）用のものに替えるのはどうかなと。要は、本来の順番を逆にするというか、替え歌から先に出す、みたいなことができたら面白いんじゃないかな」と思い提案したという。
CMバージョンは5月10日から先行放送され、その後Twitter上では「#股間の歌」というハッシュタグが付けられた。これについて西川はTwitterで「あの曲は『Phantom pain』って曲名なんですからね!「股間の歌」じゃないですよ!」とツイートしている。

## 収録曲

### CD
作詞：井上秋緒　作曲・編曲：浅倉大介（特記以外）
1. Phantom Pain [4:21]
  - 出版社：ソニー・ミュージックパブリッシング
2. Count ZERO （Re:boot） [4:44]
  - 編曲：大島こうすけ
  - 出版社：ソニー・ミュージックパブリッシング
3. 臍淑女 -ヴィーナス- （Re:boot） [5:13]
  - 編曲：柴崎浩
  - 出版社：リアルロックス・テレビ朝日ミュージック
4. Phantom Pain （Original Backing Track）

### DVD（初回生産限定盤）
1. 「Phantom Pain」Music Video
2. 「Phantom Pain」TV-SPOT

## 楽曲の収録アルバム
- 天